# Агнес (Източна Фризия)
Агнес от Източна Фризия (на немски: Agnes von Ostfriesland; * 1 януари 1584; † 28 февруари 1616, Виена) от фамилията Кирксена, е графиня на Източна Фризия, наследничка на Есенс и Витмунд и чрез женитба принцеса на Лихтенщайн.

## Биография
Тя е втората дъщеря на граф Ено III от Източна Фризия (1563 – 1625) и първата му съпруга графиня Валбурга фон Ритберг (1555/1556 – 1586), дъщеря наследничка на граф Йохан II фон Ритберг († 1562) и Агнес фон Бентхайм и Щайнфурт († 1589). Нейният бащасе жени втори път на 28 януари 1598 г. в Есенс за херцогиня Анна фон Холщайн-Готорп (1575 – 1625).
Тя е по-малка сестра на Сабина Катарина (1582 – 1618), която се омъжва на 4 март 1601 г. за нейния чичо граф Йохан III от Източна Фризия (1566 – 1625).
След смъртта на майка ѝ на 20 май 1586 г. нейният баща дава наследството Графство Ритберг на Агнес и на по-голямата ѝ сестра Сабина Катарина.
Агнес умира на 24 януари 1616 г. във Виена на 32 години.

## Фамилия
Агнес се омъжва на 29 март 1604 г. в Прага за принц Гундакар фон Лихтенщайн (* 30 януари 1580; † 5 август 1658), от 1623 г. княз на Лихтенщайн, най-малкият син на княз Хартман II фон Лихтенщайн (1544 – 1585) и съпругата му Анна Мария фон Ортенбург (1547 – 1601). Тя е първата му съпруга. Те имат седем деца:
- Юлиана (* 29 април 1605; † 16 април 1658), омъжена на 4 ноември 1636 г. за граф Николаус Фугер фон Оберндорф/Нордендорф (* 24 февруари 1596; † 12 май 1676)
- Елизабет (* 25 септември 1606; † 1630)
- Максимилиана Констанция (* 3 януари 1608; † 1642), омъжена 1630 г./на 23 февруари 1643 г. за граф Матиас фон Турн-Хофер и Фалзасина
- Цезар (* 31 юли 1609; † 1610)
- Йохана (* 4 юни 1611; † 1611)
- Хартман фон Лихтенщайн, 2. княз фон Лихтенщайн (* 9 февруари 1613; † 11 февруари 1686), женен на 27 октомври 1640 г. в Кьолн за графиня Сидония Елизабет фон Залм-Райфершайт (* 6 септември 1623; † 23 септември 1688)
- Анна (* 1615; † 14 март 1654)

Нейният съпруг се жени втори път през 1618 г. за Елизабет фон Тешен от род Пясти (1599– 1653).